# 冷友斌
冷友斌（1969年2月—），黑龙江省北安市赵光镇人，汉族，中华人民共和国政治人物，中国共产党党员，第十三届全国人民代表大会黑龙江地区代表。现任黑龙江省工商联副主席、黑龙江飞鹤乳业有限公司董事长兼总经理。

## 生平
2018年2月24日，当选为第十三届全国人大代表。